# Goms (gmina)
Goms – miejscowość i gmina (Politische Gemeinde) w południowej Szwajcarii, w kantonie Valais, siedziba administracyjna okręgu (Bezirk) Goms. Goms leży nad Rodanem, między Alpami Berneńskimi na północy, a Alpami Pennińskimi na południu, jest ośrodkiem turystycznym. Gmina Goms powstała 1 stycznia 2017 roku z połączenia gmin Blitzingen, Niederwald, Grafschaft, Münster-Geschinen i Reckingen-Gluringen. Siedziba nowo powstałej gminy znajduje się w miejscowości Gluringen. 
Na przełomie stycznia i lutego 2018 roku Goms wspólnie z gminą Kandersteg zorganizowało Mistrzostwa Świata Juniorów w Narciarstwie Klasycznym.

## Geografia
Na terenie gminy leży jezioro Totesee.

## Demografia
W Goms mieszkają 1142 osoby. W 2022 roku 11,3% populacji gminy stanowiły osoby urodzone poza Szwajcarią. 

## Transport
Przez teren gminy przebiegają drogi główne nr 6, nr 19 i nr 413.

## Galeria

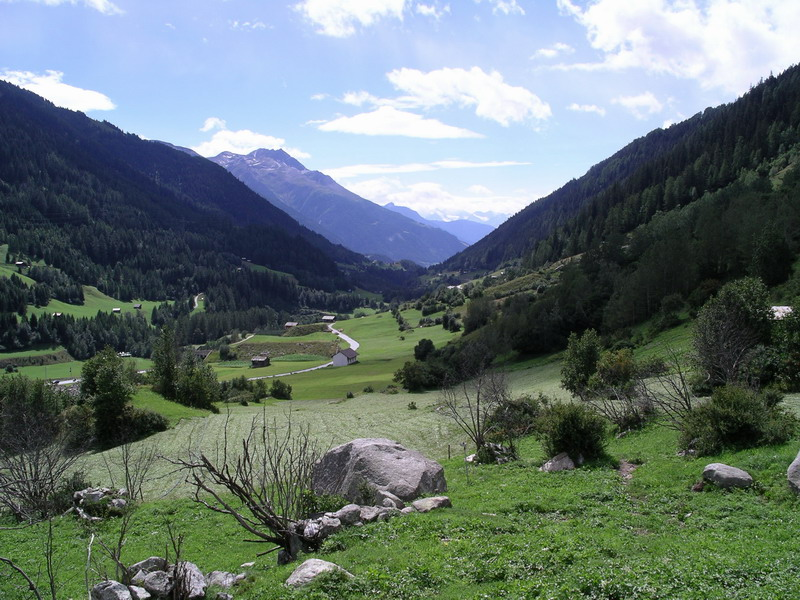
Niederwald
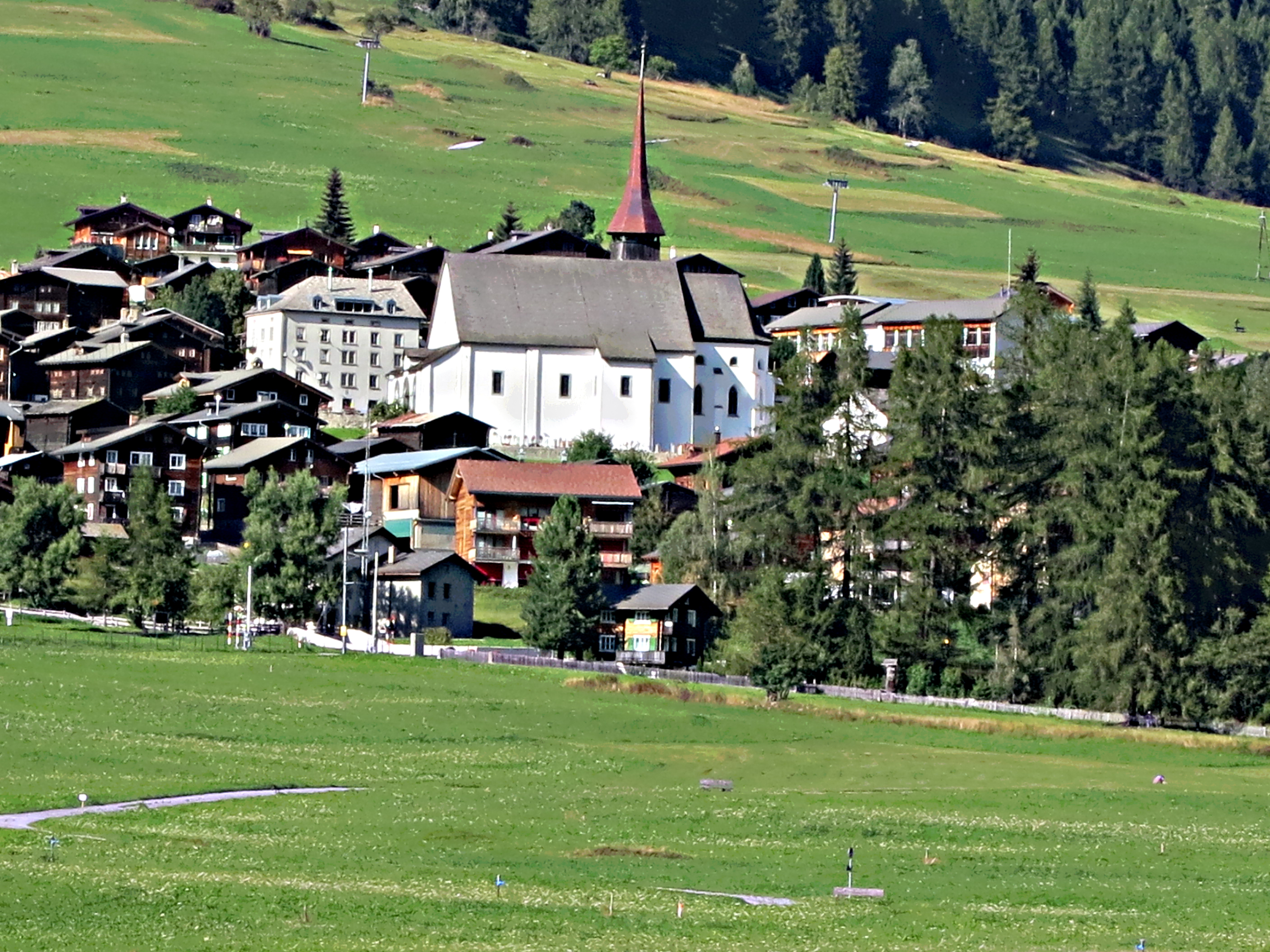
Kościół w Münster
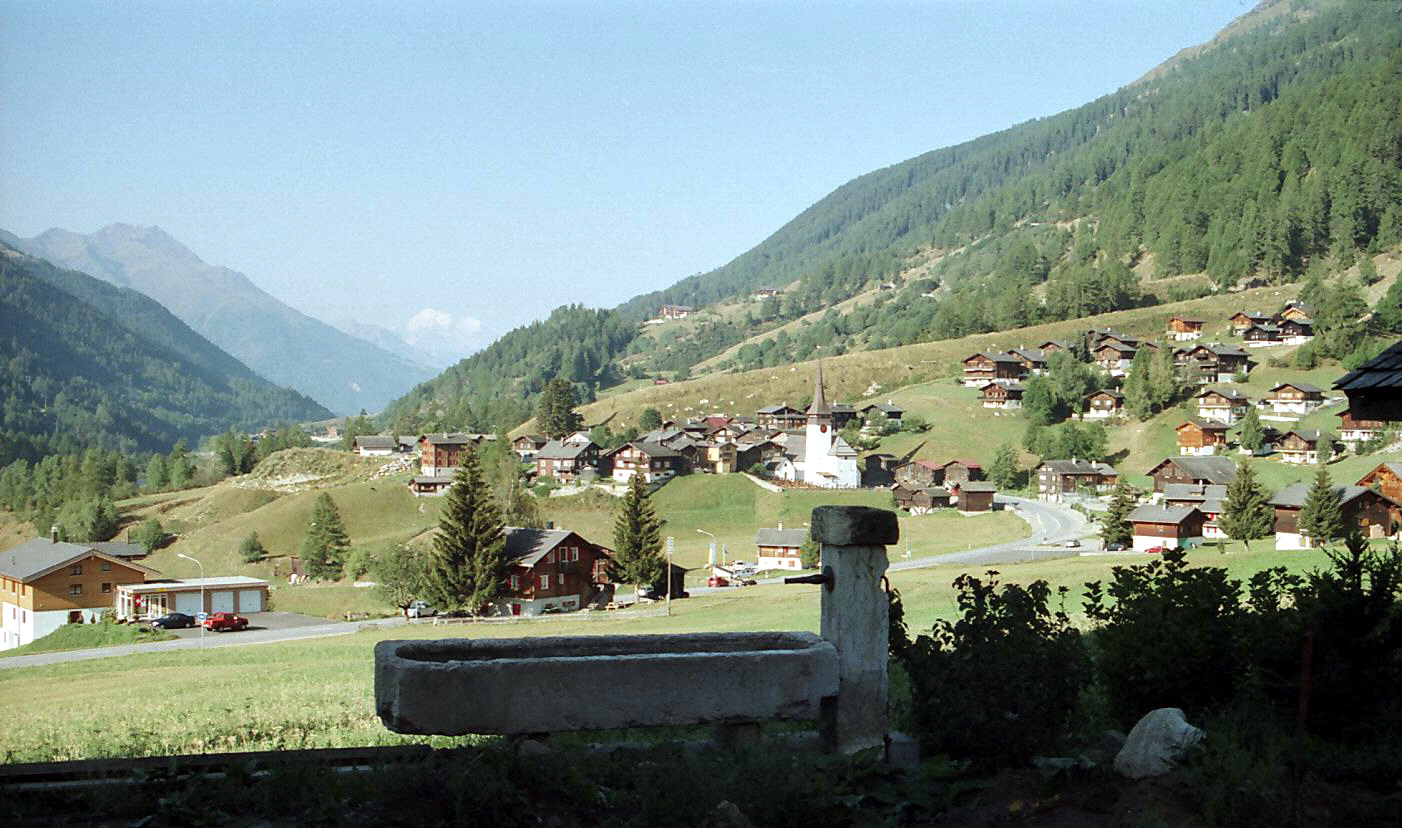
Biel
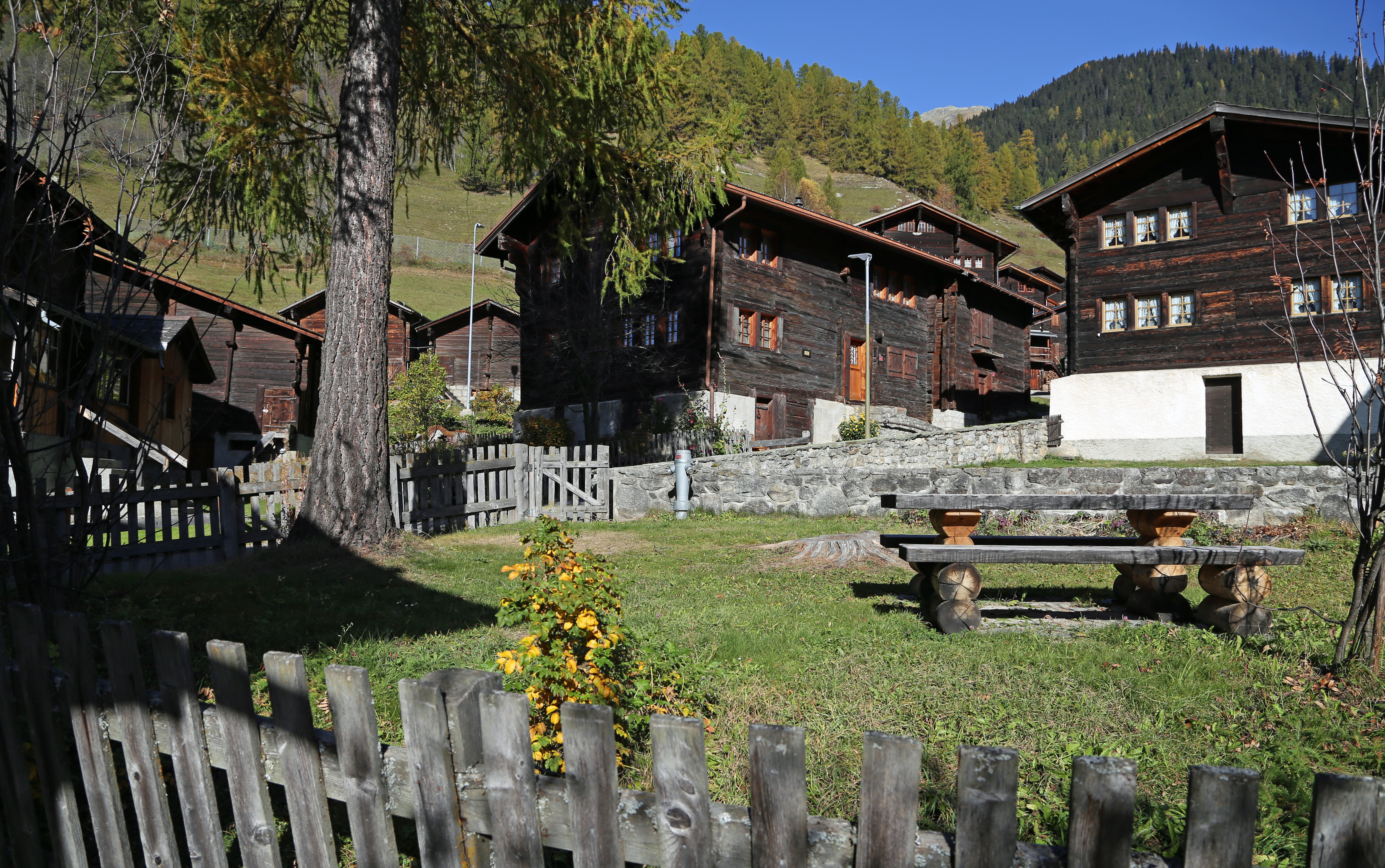
Selkingen
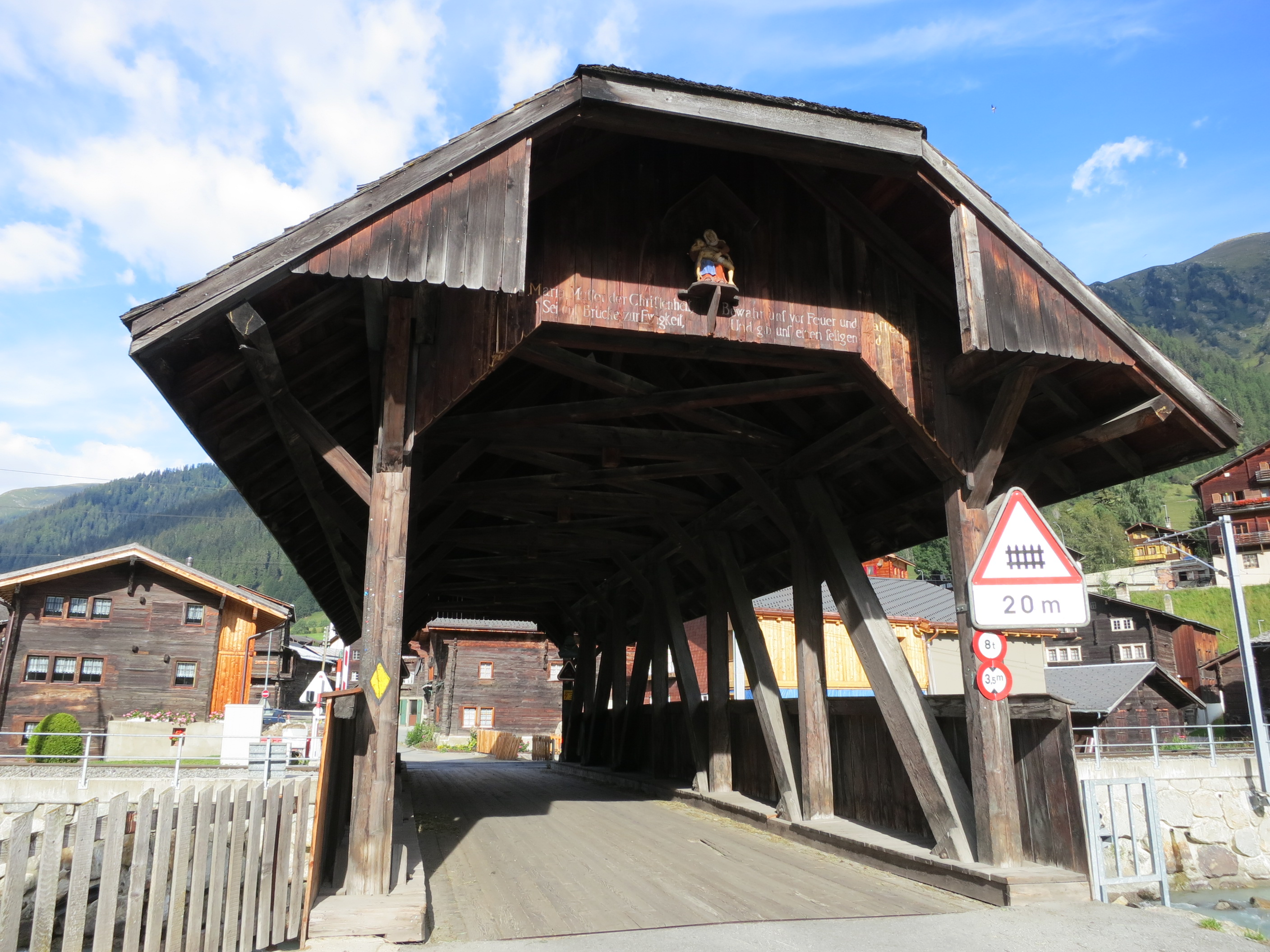
Most w Reckingen